# Dhivra
Dhivra falu, egyúttal alközség Albánia délnyugati részén, Saranda városától kelet–délkeleti irányban, légvonalban 14, közúton 25 kilométerre, a Stugara-hegység (Mal i Stugarës) északkeleti részén. Vlora megyén belül Finiq község része, azon belül Dhivra alközség központja. Az alközség további települései: Cerkovica, Dermish, Janicat, Leshnica e Poshtme, Leshnica e Sipërme, Llupsat, Malcan, Memoraq, Navarica, Rumanxa, Shëndre. A 2011-es népszámlálás alapján az alközség népessége 1396 fő.
Az alközséghez tartozó Navaricánál középső bronzkori település sírjait tárták fel értékes leletekkel, amelyek közül kiemelkedik két bronz nyílhegy, valamint egy dupla élű bronzfejsze. A vidék épített örökségének kiemelt értéke a Leshnica e Sipërme-i Szent György-templom (Kisha e Shën Gjergjit), amely Albánia fagerendás boltozatú, egyhajós templomainak egyik legszebb példája. A döntően ortodox felekezetű lakosság számos további temploma áll műemlékvédelem alatt, így a dhivrai Mavrodhivri Szűz Mária-templom (Kisha e Shën Marisë Mavrodhivrit) és a Szent Miklós-templom (Kisha e Shën Kollit), a Leshnica e Poshtme-i Szent Atanáz-templom (Kisha e Shën Thanasit), a malcani Szűz Mária-templom (Kisha e Shën Marisë), valamint a cerkovicai Theollogo-kolostor (Manastiri i Theollogos). A Malcan melletti Ilias-hegyen várrom áll, emellett régi kőhidak láthatóak Leshnica e Sipërme és Cerkovica területén. Dhivra közelében, a hegyekben található a Szent György-barlang (Shpella e Shën Gjergjit), amelyet freskói alapján a 16. század óta használt templomként a környék népe.